# Thansüß
Thansüß ist ein Gemeindeteil des Marktes Freihung im Landkreis Amberg-Sulzbach in der Oberpfalz in Bayern.

## Geschichte
Das Kirchdorf Thansüß entwickelte sich im 14. Jahrhundert aus der Bezeichnung eines Waldstückes, dem „Geyletann“ südlich von Schickenhof. Urkundlich erwähnt wurde der Name erstmals im Jahr 1364 im Neuböhmischen Salbuch von Kaiser Karl IV. 
Durch einen verheerenden Brand wurde 1897 ein Großteil des Dorfes zerstört.
Am östlichen Ortsrand errichtete die Gemeinde Thansüß 1960 ein Schulhaus, das von beiden Konfessionen genutzt wurde. Seit der Schulauflösung dient das Gebäude dem örtlichen Schützenverein als Vereinsheim sowie der Freiwilligen Feuerwehr Thansüß als Feuerwehrhaus.
Am 1. Januar 1972 wurde Thansüß in den Markt Freihung eingemeindet.
Die Staatsstraße 2166 geht durch Thansüß. Der Haltepunkt Thansüß an der Bahnstrecke Neukirchen–Weiden wird von einzelnen Zügen bedient.